# Erica perspicua
Erica perspicua är en ljungväxtart. Erica perspicua ingår i släktet klockljungssläktet, och familjen ljungväxter.

## Underarter
Arten delas in i följande underarter:
- E. p. latifolia
- E. p. perspicua

## Bildgalleri

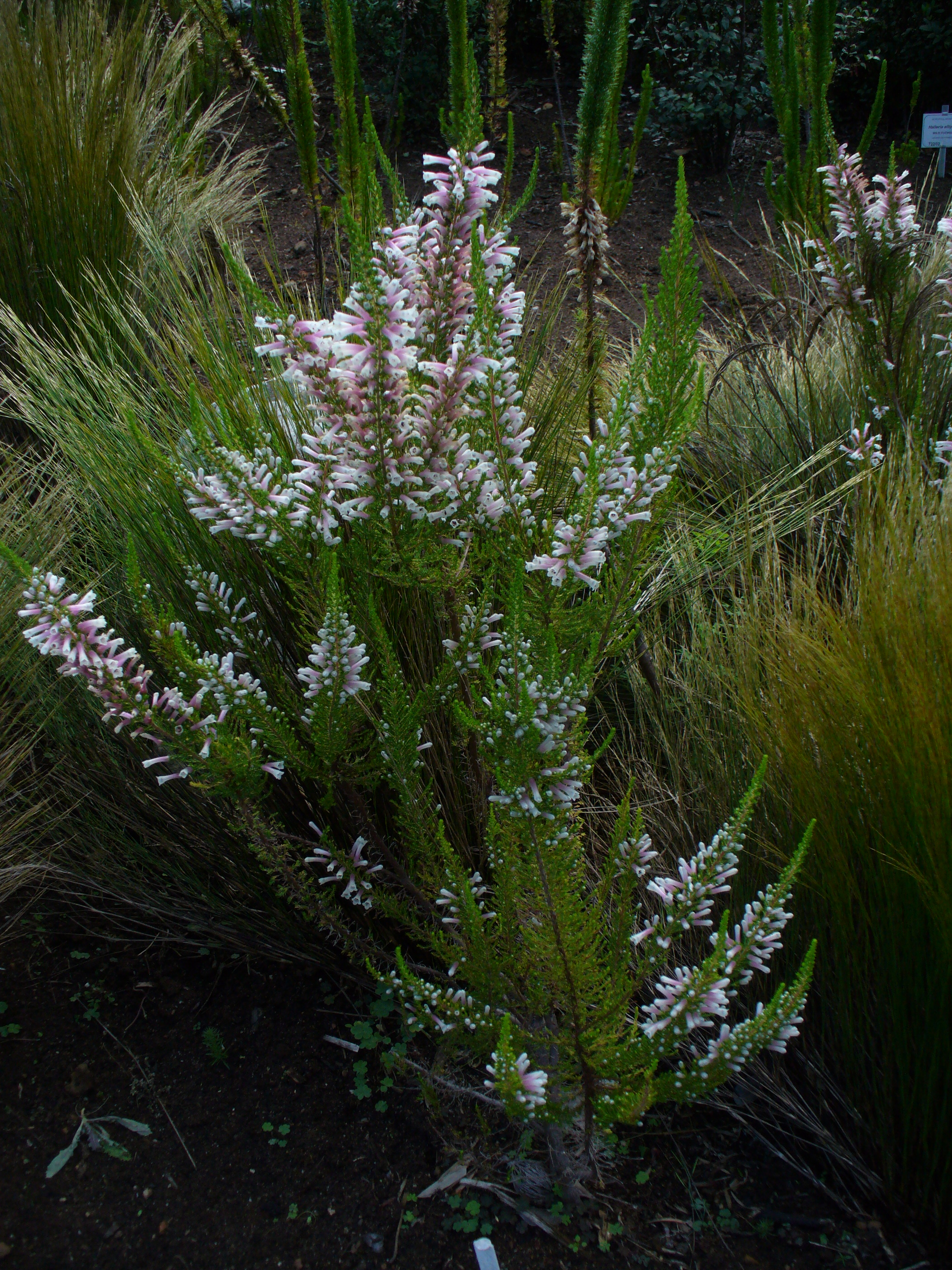